# Алкімедонт
Алкімедонт (грец. Ἀλκιμέδων) — персонажі давньогрецької міфології:
- Алкімедонт — аркадській герой, що жив у печері поряд Мефідрія; батько Фіало, яку спокусив Геракл. Коли вона народила сина Ехмагора, Алкімедонт вигнав дочку і внука зі своєї печери і залишив нагло помирати від голоду, прив'язавши Фіало до дерева і заткнувши їй рота. Ехмагор так жалібно плакав, що розчулив сороку, яка полетіла розшукувати Геракла. Кричавши, як плачуть немовля, вона привела Геракла до того дерева, де сиділа прив'язана своїм жорстоким батьком Фіало. Геракл врятував їх.
- Алкімедонт — один з тірренських піратів, які схопили Діоніса біля Наксосу, але він зрештою перетворив їх на дельфінів.
- Алкімедонт — мірмідонський командир воїнів, син Лаерція, якому передав віжки Автомедонт, що залишив колісницю по загибелі Патрокла.